# Gat tigrat
El gat tigrat (Leopardus tigrinus), anomenat també tigrillo, cunaguaro o gat tigre, és un petit felí tacat del centre i el sud d'Amèrica.

## Descripció
El gat tigrat té un aspecte semblant al del gat margay i a l'ocelot, encara que més petit, i amb un musell més estret i esvelt. Té una mida de cos que varia entre 38 i 59 centímetres, més una cua d'entre 20 i 42 centímetres. Tot i ser més gros que la majoria de gats domèstics, el gat tigrat és més lleuger, amb un pes que oscil·la entre 1,5 i 3 quilograms.
El seu pèl és gruixut suau, i té una coloració que va del marró clar a l'ocre fosc, amb nombroses taques fosques a l'esquena i als costats. El ventre és de color més pàl·lid i la cua és anellada. La part posterior de les orelles és de color negre. Les taques del seu cos són de color negre o marró, obertes al centre, i de forma irregular. Les potes tenen taques de mida mitjana, esdevenint taques petites prop dels peus. Aquesta coloració del seu pelatge, li permet al gat tigrat amagar-se amb la llum del sotabosc tropical. La mandíbula d'aquesta espècie és reduïda, amb menys dents, però amb dents carnisseres i canines ben desenvolupades.
S'han registrat alguns individus melànics a les parts amb vegetació més densa de la seva àrea de distribució geogràfica.

## Hàbitat i distribució
Aquesta espècie mostra una clara preferència per les selves nebuloses, generalment en parts més elevades que el gat margay o l'ocelot. Viuen en hàbitats fins a 4.500 metres a Colòmbia, a les terres altes andines de l'Equador, i a les selves subtropicals de les terres elevades del Brasil. També han estat vistos a cerrado i a matollars. La seva distribució geogràfica va des de Costa Rica fins al nord de l'Argentina. Han estat vistos al nord de Panamà, encara que la resta del país sembla una escletxa en la distribució de l'espècie.

## Comportament
El gat tigrat és un animal principalment terrestre, tot i que està adaptat a l'escalada. Com tots els felins, és un carnívor obligat que necessita carn per la seva supervivència. Es tracta generalment d'un animal nocturn, tot i que en zones com Caatinga, on la seva font d'aliment principal són els llangardaixos diürns, estan més actius durant el dia.
El gat tigrat aguaita a la seva presa des de la distància, i una vegada està a prop, es llança per atrapar-la i matar-la. S'ha observat que els gatets joves emeten un ronc, mentre que els adults emeten un borbolleig o gorgeig breu quan es troben prop d'un altre individu.

## Dieta
S'alimenten de petits mamífers (rosegadors), llangardaixos, ocells, ous, invertebrats, i ocasionalment de granotes. De vegades també s'alimenten d'herbes.

## Reproducció
El cicle estral d'aquesta espècie té una durada que varia entre 3 i 9 dies, que és més curta en els individus més vells. Les femelles de gat tigrat donen a llum entre 1 i 3 cries per ventrada, encara que generalment és només una cria, després d'un període de gestació que oscil·la entre 74 i 76 dies. El gatets, que neixen cecs, obren els ulls entre el vuitè i el dissetè dia, un període particularment llarg per un felí d'aquesta mida. A diferència del que succeeix en altres felins, en els quals els incisius surten primer, totes les dents d'un cadell de gat tigrat surten aproximadament alhora als voltants vint-i-unè dia. Els gatets no comencen a prendre aliment sòlid fins que tenen entre 38 i 56 dies d'edat (molt més tard que en el cas del gat domèstic), encara que són completament deslletats als tres mesos.
El gat tigrat assoleix la maduresa sexual entre dos anys i dos i mig. A la natura tenen una esperança de vida d'uns 11 anys, encara que hi ha registres d'individus que han arribat a viure fins a 17 anys.

## Estat de conservació

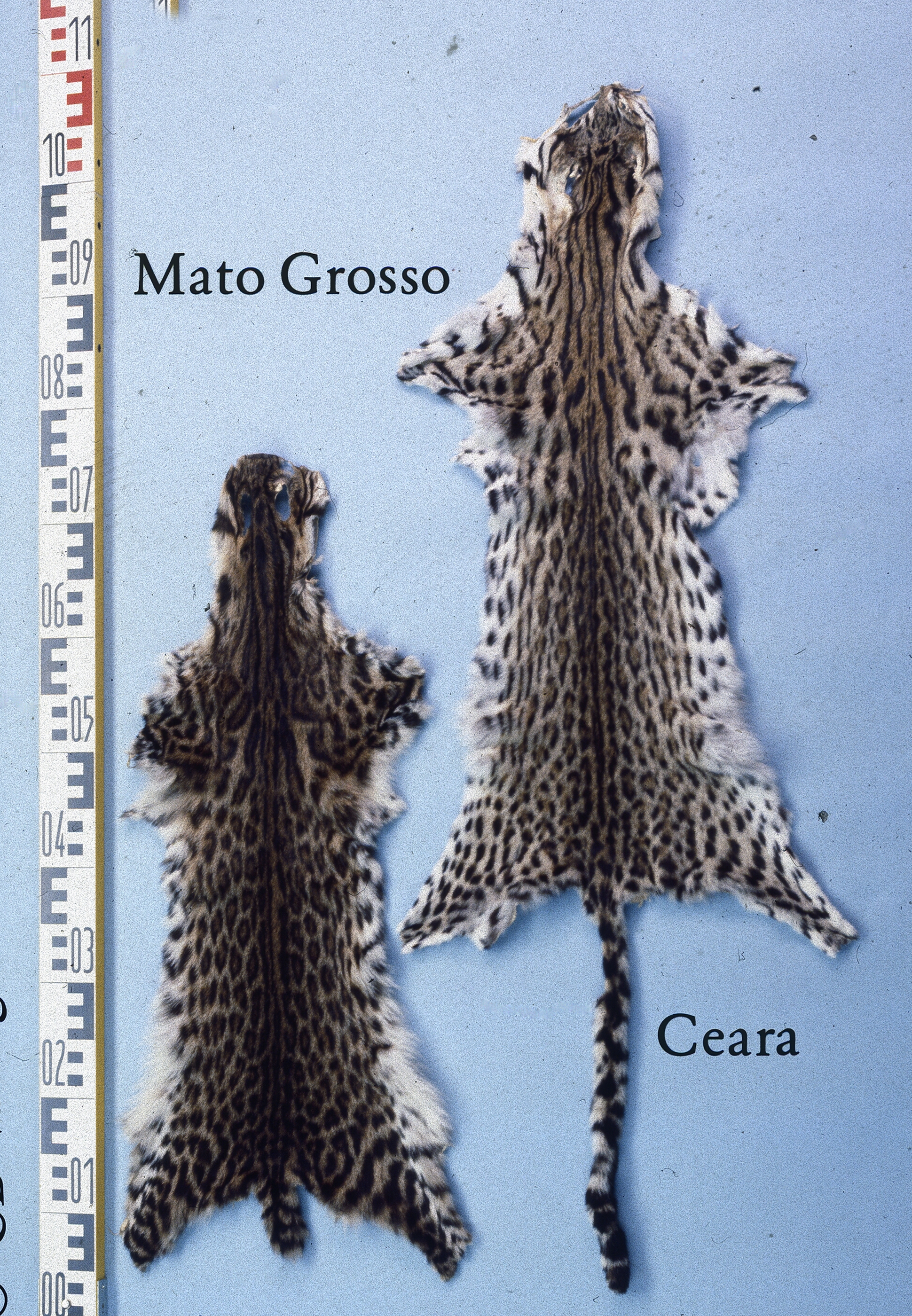
Sovint els gats tigrats són morts per obtenir-ne la pell

La Unió Internacional per a la Conservació de la Natura (UICN) ha catalogat el gat tigrat com a vulnerable. Les principals amenaces que té aquest felí són la desforestació i la caça il·legal. El gat tigrat és mort per la seva pell, la qual és molt apreciada i sovint és venuda o se'n fa roba. Informació registrada entre 1972 i 1982 a Sud-amèrica, mostrà que aquesta espècie era una de les quatre més caçades entre els petits felins.
Un altre factor que contribueix a la mortalitat del gat tigrat és l'expansió dels éssers humans, els quals s'estableixen en el que havia estat terreny verge. A més, les plantacions de cafè es troben sovint en selves nebuloses, la qual cosa provoca una disminució del seu hàbitat preferit. Existeixen alguns individus en captivitat a Nord-amèrica, així com en alguns parcs zoològics d'Europa i Sud-amèrica. En captivitat, l'índex de mortalitat infantil d'aquesta espècie tendeix a ser elevat. El CITES situa el gat tigrat dins l'Apèndix I, prohibint tot comerç internacional de gats tigrats o productes derivats.
S'ha trobat hibridació de gat tigrat amb gat de Geoffroy (Leopardus geoffroyi) a la part més meridional de la seva àrea de distribució, mentre que al centre del Brasil s'han trobat híbrids de gat tigrat i Leopardus pajeros. Aquesta hibridació podria tractar-se d'un procés natural, que es desconeix si podria representar una amenaça per a l'espècie.
Grups d'especialistes en felins es troben implicats en estudis i la conservació de felins de tots els continents. Cada vegada s'està posant més èmfasi en els programes de gestió in situ. Hi ha un lloc de cria al Brasil per a diversos petits felins locals, on les seves condicions naturals i menjars típics fomenten la reproducció de manera semblant a la de la natura. Dissortadament encara hi ha llocs com Equador, Guyana, Nicaragua i el Perú, on la caça és permesa.

## Subespècies
Actualment hi ha quatre subespècies reconegudes:
- Leopardus tigrinus tigrinus, a l'est de Veneçuela, Guyana i nord-est del Brasil
- Leopardus tigrinus guttulus, al centre i sud del Brasil, Uruguai, el Paraguai i nord de l'Argentina
- Leopardus tigrinus oncilla, a Centreamèrica[14]

Tot i que el gat tigrat centreamericà està catalogat com a subespècie separada, basant-se en anàlisis de l'ADN mitocondrial, Johnson et al. (1999) trobà diferències fortament justificades entre la subespècie L.t. oncilla a Costa Rica i la subespècie L.t. guttulus del sud del Brasil, comparables a les diferències entre diferents espècies neotropicals. Les recerques han arguït que el gat tigrat s'hauria de separar en dues espècies, ja que hi ha marcades diferències d'aspecte entre el gat tigrat a Costa Rica en comparació amb els individus del centre i sud del Brasil. El nivell de divergència entre els individus de Costa Rica i del centre i sud del Brasil indiquen que les dues poblacions han estat aïllades, possiblement pel riu Amazones, durant aproximadament 3,7 milions d'anys. Caldrien altres mostres deL. t. oncilla del nord de Sud-amèrica per a determinar si aquest tàxon es troba fora de Centreamèrica, i si ha de ser considerat una espècie diferent en lloc d'una subespècie.
Per mitjà d'anàlisis genètiques d'espècimens del centre del Brasil, s'ha trobat una zona amb presència d'hídrids de gat tigrat i gat de la Pampa.